# Bato (Catanduanes)
Bato (Bayan ng Bato) är en kommun i Filippinerna. Kommunen ligger på ön Luzon, och tillhör provinsen Catanduanes. Folkmängden uppgår till 21 279 invånare år 2015.

## Barangayer
Bato är indelat i 27 barangayer.
| - Aroyao Pequeño - Bagumbayan - Banawang - Batalay - Binanwahan - Bote - Buenavista - Cabugao - Cagraray - Carorian - Guinobatan - Libjo - Marinawa - Mintay | - Oguis - Pananaogan - Libod Poblacion - San Andres - San Pedro - San Roque - Santa Isabel - Sibacungan - Sipi - Talisay - Tamburan - Tilis - Ilawod (Pob.) 1 |